# Вест-Батон-Руж (округ)
Шаблон:StateAbbr_ 30°28′ пн. ш. 91°19′ зх. д. / 30.46° пн. ш. 91.31° зх. д.
Округ Вест-Батон-Руж (англ. West Baton Rouge Parish) — округ (парафія) у штаті Луїзіана, США. Ідентифікатор округу 22121.

## Історія
Округ утворений 1807 року.

## Демографія
За даними перепису
2000 року
загальне населення округу становило 21601 осіб, зокрема міського населення було 13053, а сільського — 8548.
Серед мешканців округу чоловіків було 10612, а жінок — 10989. В окрузі було 7663 домогосподарства, 5736 родин, які мешкали в 8370 будинках.
Середній розмір родини становив 3,2.
Віковий розподіл населення поданий у таблиці:
| Стать    | До 15 років | 15-21 | 22-29 | 30-39 | 40-49 | 50-65 | 65-85 | Понад 85 |
| -------- | ----------- | ----- | ----- | ----- | ----- | ----- | ----- | -------- |
| Чоловіки | 2525        | 1262  | 1092  | 1656  | 1695  | 1489  | 838   | 55       |
| Жінки    | 2402        | 1227  | 1049  | 1760  | 1735  | 1612  | 1096  | 108      |

## Суміжні округи
- Вест-Фелісіана — північ
- Іст-Батон — схід
- Іст-Фелісіана — північний схід
- Ібервіль — південний захід
- Пуант — північний захід

## Виноски
1. ↑  U.S. Decennial Census. United States Census Bureau. Архів оригіналу за 12 травня 2015. Процитовано 2 вересня 2014.
2. ↑  Historical Census Browser. University of Virginia Library. Архів оригіналу за 11 серпня 2012. Процитовано 2 вересня 2014.
3. ↑  Population of Counties by Decennial Census: 1900 to 1990. United States Census Bureau. Архів оригіналу за 15 вересня 2014. Процитовано 2 вересня 2014.
4. ↑  Census 2000 PHC-T-4. Ranking Tables for Counties: 1990 and 2000 (PDF). United States Census Bureau. Архів оригіналу (PDF) за 18 грудня 2014. Процитовано 2 вересня 2014.
5. ↑  State & County QuickFacts. United States Census Bureau. Архів оригіналу за 5 вересня 2015. Процитовано 18 серпня 2013.(англ.) Наведено за англійською вікіпедією.
6. ↑  American FactFinder. Бюро перепису населення США. Архів оригіналу за 26 лютого 2012. Процитовано 31 січня 2008.

| США | Це незавершена стаття з географії США. Ви можете допомогти проєкту, виправивши або дописавши її. |